# Hypercompe contexta
Hypercompe contexta är en fjärilsart som beskrevs av Charles Oberthür 1881. Hypercompe contexta ingår i släktet Hypercompe och familjen björnspinnare. Inga underarter finns listade i Catalogue of Life.